# Borgerligt Centrum
Borgerligt Centrum (BC) var ett liberalt danskt politiskt parti, lett av folketingsledamoten Simon Emil Ammitzbøll. Partiet bildades 6 januari 2009. Ammitzbøll och sju av tretton medlemmar i partistyrelsen gick dock 16 juni samma år över till Liberal Alliance. Därefter fortsatte Jeppe Søe som partiledare tills partiet lades ner i november 2011.
Vid en direktsänd presskonferens på Christiansborg, 6 januari 2009, presenterade Ammitzbøll det nya partiet och tre av partiets hjärtefrågor:
- Bättre utbildning och sjukvård, finansierat genom att folk ska jobba längre.
- Färre förbud och regler. Affärstidslagen nämndes som ett exempel.
- Bättre integration.

Partiet krävde även att ingen skulle betala mer än 50% i skatt och att marginalskatten skulle sänkas.
Ammitzbøll valdes till partiledare, Amalie Lyhne till vice partiledare och Jonathan Nielsen till partisekreterare. Övriga partistyrelseledamöter blev Dina Bloch, Brit Buchhave, Mai Christiansen, Lars Karstensen, Søren Meldgaard, Dennis Nørmark, Jacob Rasmussen, Jeppe Søe och Kirstine Tofthøj. Dagen därpå meddelade ungdomarna Hanna Ella Sandvik och Hanne Frank att de hoppade av Radikale Venstre (precis som Ammitzbøll tidigare gjort) och anslöt sig till ungdomsförbundet BC Ungdom.